# Ault-na-goire

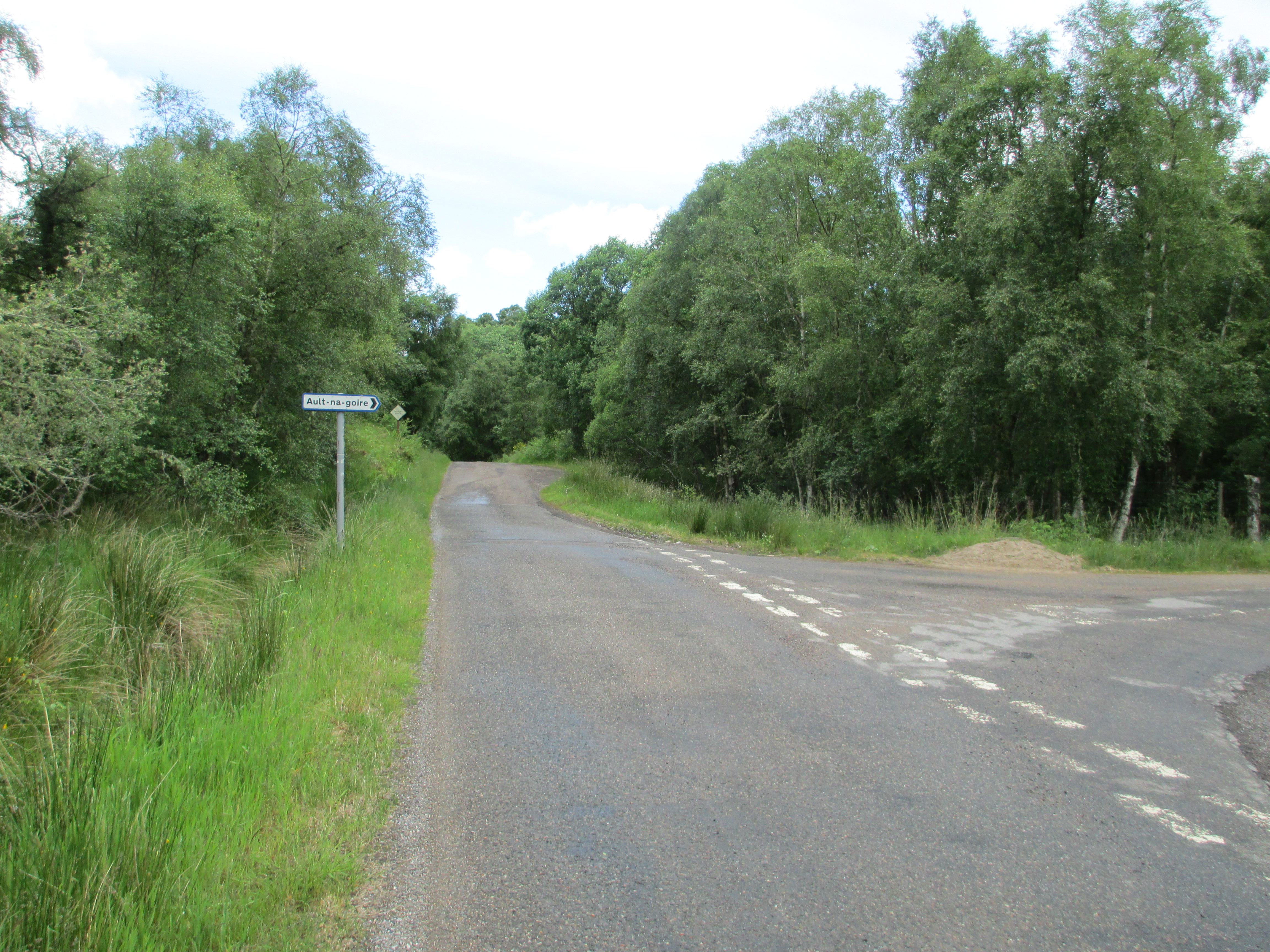
Abzweig nach Ault-na-goire

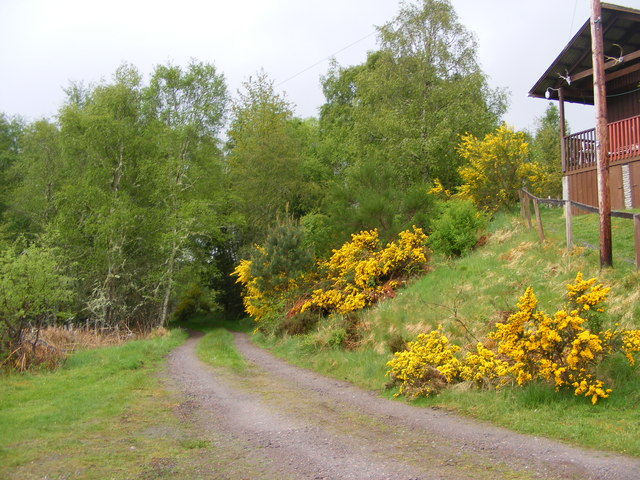
Chalet am Nordende von Ault-na-goire

Ault-na-goire, alternative Schreibweise Aultnagoire, ist eine kleine Ortschaft, die südlich von Inverness in der Region Highland im Norden von Schottland liegt. Von lokaler Bedeutung ist das näher gelegene Dores, als Sitz der Gemeindeverwaltung. In Bezug auf die traditionellen Grafschaften zählt Ault-na-goire zu Inverness-shire.
Der Ort Ault-na-goire umfasst nur wenige Häuser, die östlich des Loch Ness in einer Lichtung im Waldgebiet Farigaig Forest liegen. Landschaftlich zählt das Gebiet zum Great Glen. Nächstgelegene größere Ortschaft ist das 5 Kilometer südwestlich gelegene Foyers.